# Bildstock (Diebach; Junkerstraße)

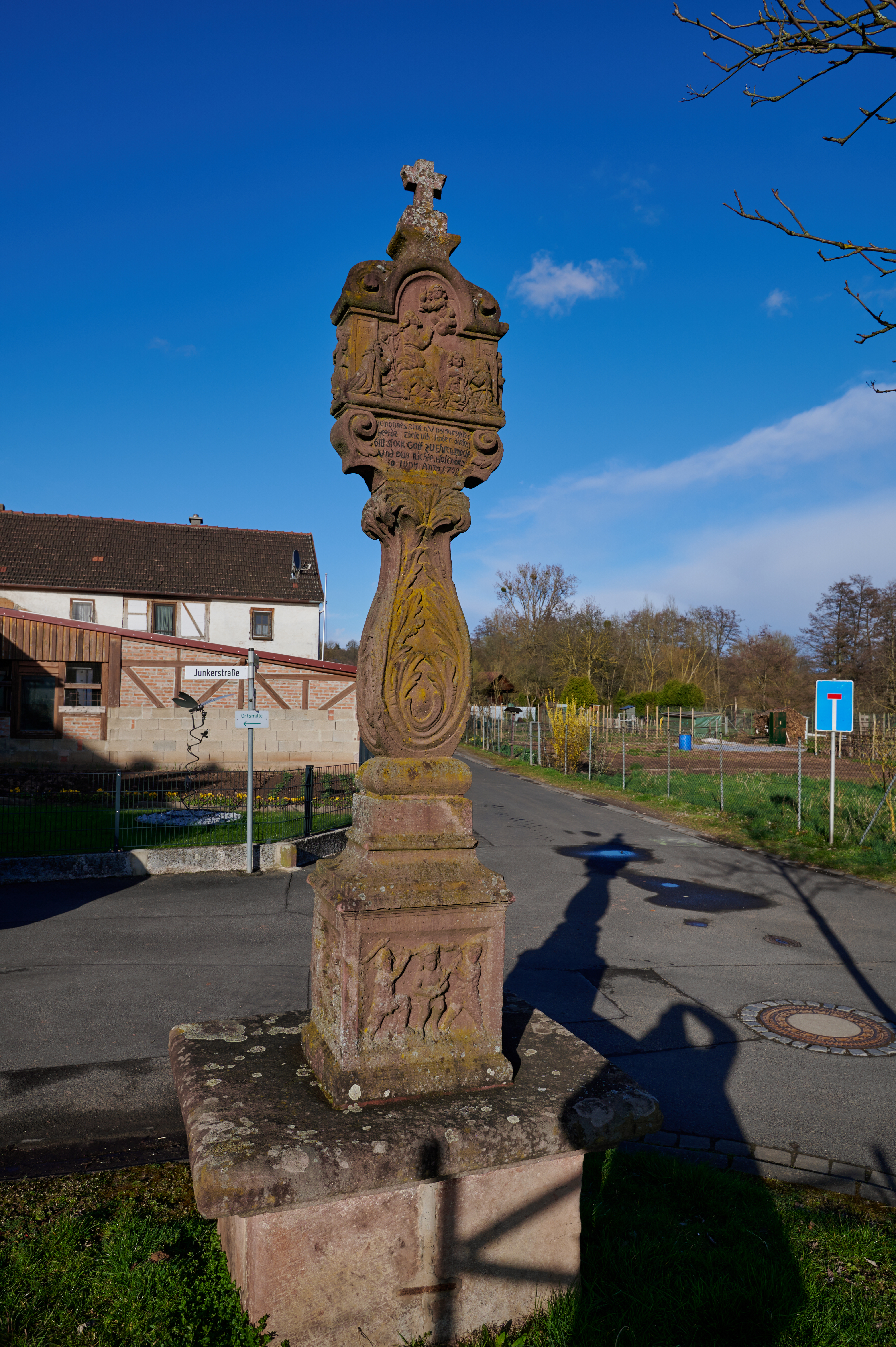
Bildstock in Diebach, Junkerstraße.

Der Bildstock Junkerstraße befindet sich in Diebach, einem Gemeindeteil der Kleinstadt Hammelburg im Landkreis Bad Kissingen, in der Junkerstraße.
Er gehört zu den Baudenkmälern von Hammelburg und ist unter der Nummer D-6-72-127-86 in der Bayerischen Denkmalliste registriert.

## Beschreibung
Der 350 cm hohe Bildstock besteht aus rotem Sandstein und entstand im Jahr 1705.
Der Bildstock besteht aus einem einfachen Sockel (Abmessungen: 99 cm × 40 cm × 116 cm) mit überstehender Deckplatte und einem prismatischen Säulenfuß mit Relieffeldern. Das Reliefeld auf der Beschauerseite zeigt die Kreuzigung Christi mit einem trombenartigen Abschluss. Darüber sind ein geflügelter Engelskopf und an der Seite betende Kinder, links die Geißelung Christi, an der Rückseite die Dornenkrönung und rechts der Fall unter dem Kreuz zu sehen.
Der balusterförmige Schaft ist mit Akanthusblättern reich verziert und trägt einen tafelförmigen Aufsatz mit Doppelrelief mit der Verhöhnung im Frontrelief und der Ölbergszene an der Rückseite. Der Bildstock ist mit dem hl. Johannes bekrönt. Die Inschrift am Sockel lautet:

„Errichtet 1705, Renoviert 1910“

,
ergänzt von der Jahreszahl 1878. Die Inschrift unter dem Beschauerrelief lautet:

„O Schau, O Mensch,

Wie Christus Hat Vor Dich

Gelitten Und Getenck

An Dein Letztes End

Wirst Du Nicht Sündigen.“

An der Rückseite steht:

„Johannes Spahn Und Margaretha

Beide Eheleyth Und Auf Richten Lasen

Den 10. Juni Anno 1705“

Die Säule hat einen Umfang von 117 cm; das Kapitell hat die Abmessungen 90 cm × 60 cm × 25 cm; die Felder im Säulenfuß 36 cm × 36 cm.
Es finden sich die Buchstaben „I S P“ links im Pfeiler und „M S P“ rechts im Pfeiler.